# Alain Moizan
Alain Moizan, né le 18 novembre 1953 à Saint-Louis (Sénégal), est un footballeur international français, reconverti en entraîneur. Il évoluait au poste de milieu défensif. Depuis 2008, il est l’entraîneur de l'équipe de l'AS Magenta, en Nouvelle-Calédonie.

## Biographie
Il est sélectionné sept fois en équipe de France. La première le 5 septembre 1979 et la dernière le 9 septembre 1981.
En janvier 2002, il est diplômé du DEF (Diplôme d'entraîneur de football). En février 2002, après deux semaines de stage au CTNFS de Clairefontaine, il est diplômé du brevet d'État d'éducateur sportif 2e degré (BEES 2).
En avril 2004, il devient sélectionneur du Mali après le départ d'Henri Stambouli. Il est limogé en juillet 2004, le Mali occupant alors la dernière place de son groupe de qualification à la CAN 2006 et à la Coupe du monde 2006 avec un nul et deux défaites,.
En février 2008, il est nommé sélectionneur de la Mauritanie. Il est limogé de son poste en juin 2008 après une défaite 4-1 face au Maroc en match de qualification pour le Mondial 2010 et la CAN 2010.

## Palmarès

### Joueur
AS Monaco
- Champion de France en 1978
- Vainqueur de la Coupe de France en 1980

### Entraîneur
AS Magenta
- Champion de Nouvelle-Calédonie en 2008-2009, 2009, 2012, 2014, 2015, 2016 et 2018
- Vainqueur de la Coupe de Nouvelle-Calédonie en 2010, 2014, 2016 et 2018
- 7 finales de Coupe 4 victoires
- Finaliste de la Ligue des champions de l'OFC en 2019

 Nouvelle-Calédonie
- Finaliste de la Coupe d'Océanie des nations en 2012